# Boletina atra
Boletina atra är en tvåvingeart som beskrevs av Cole 1921. Boletina atra ingår i släktet Boletina och familjen svampmyggor.
Artens utbredningsområde är Oregon. Inga underarter finns listade i Catalogue of Life.